# Alibunar
Alibunar (izvirno srbsko Алибунар) je naselje v Srbiji, ki je središče istoimenske občine; slednja pa je del Južnobanatskega upravnega okraja.

## Demografija
V naselju živi 2709 polnoletnih prebivalcev, pri čemer je njihova povprečna starost 40,0 let (38,7 pri moških in 41,3 pri ženskah). Naselje ima 1166 gospodinjstev, pri čemer je povprečno število članov na gospodinjstvo 2,94.
V času zadnjih treh popisov je opazno zmanjšanje števila prebivalcev.
|  |

| Demografija | Demografija     | Demografija     |
| Leto        | Št. prebivalcev | Št. prebivalcev |
| ----------- | --------------- | --------------- |
|             |                 |                 |
|             |                 |                 |
|             |                 |                 |
|             |                 |                 |
| 1948        | 3616            |                 |
| 1953        | 3811            |                 |
| 1961        | 3705            |                 |
| 1971        | 3951            |                 |
| 1981        | 3803            |                 |
| 1991        | 3738            | 3630            |
| 2002        | 3609            | 3431            |
|             |                 |                 |

| Etnična sestava po popisu iz leta 2002 | Etnična sestava po popisu iz leta 2002 | Etnična sestava po popisu iz leta 2002 | Etnična sestava po popisu iz leta 2002 | Etnična sestava po popisu iz leta 2002 |
| -------------------------------------- | -------------------------------------- | -------------------------------------- | -------------------------------------- | -------------------------------------- |
| Srbi                                   | Srbi                                   |                                        | 2.052                                  | 59,80%                                 |
| Romuni                                 | Romuni                                 |                                        | 960                                    | 27,98%                                 |
| Romi                                   | Romi                                   |                                        | 87                                     | 2,53%                                  |
| Madžari                                | Madžari                                |                                        | 61                                     | 1,77%                                  |
| Slovaki                                | Slovaki                                |                                        | 46                                     | 1,34%                                  |
| Makedonci                              | Makedonci                              |                                        | 43                                     | 1,25%                                  |
| Jugoslovani                            | Jugoslovani                            |                                        | 42                                     | 1,22%                                  |
| Črnogorci                              | Črnogorci                              |                                        | 11                                     | 0,32%                                  |
| Hrvati                                 | Hrvati                                 |                                        | 11                                     | 0,32%                                  |
| Muslimani                              | Muslimani                              |                                        | 11                                     | 0,32%                                  |
| Nemci                                  | Nemci                                  |                                        | 7                                      | 0,20%                                  |
| Albanci                                | Albanci                                |                                        | 3                                      | 0,08%                                  |
| Slovenci                               | Slovenci                               |                                        | 2                                      | 0,05%                                  |
| Bolgari                                | Bolgari                                |                                        | 2                                      | 0,05%                                  |
| Neznano                                | Neznano                                |                                        | 11                                     | 0,32%                                  |